# Cephalophanus
Cephalophanus is een geslacht van kevers van de familie (Discolomatidae).

## Soorten
- C. bryanti John, 1954
- C. dohertyi John, 1954
- C. fasciatus John, 1954
- C. keninganus John, 1967
- C. lewisi John, 1954
- C. octopunctatus John, 1967
- C. quatei John, 1967